# Oreonectes platycephalus
Oreonectes platycephalus är en fiskart som beskrevs av Günther, 1868. Oreonectes platycephalus ingår i släktet Oreonectes och familjen grönlingsfiskar. IUCN kategoriserar arten globalt som otillräckligt studerad. Inga underarter finns listade i Catalogue of Life.